# Hồ Thầu, Tuyên Quang
Hồ Thầu là một xã thuộc tỉnh Tuyên Quang, Việt Nam.

## Địa lý
Xã Hồ Thầu cách trung tâm tỉnh Tuyên Quang khoảng 150 km, có vị trí địa lý:
- Phía đông giáp các xã Nậm Dịch, Thông Nguyên
- Phía tây giáp xã Quảng Nguyên, Tuyên Quang
- Phía nam giáp xã Tiên Nguyên
- Phía bắc giáp các xã Trung Thịnh, Pờ Ly Ngài, Hoàng Su Phì (huyện)

Xã Hồ Thầu có diện tích 136,83 km², dân số tính đến ngày 01 tháng 7 năm 2025 là 8.709 người, mật độ dân số đạt 63 người/km².

## Hành chính
Xã Hồ Thầu (mới) được thành lập theo Nghị quyết 1684/NQ-UBTVQH15, thông qua việc hợp nhất ba xã cũ là Nậm Khòa, Nam Sơn và Hồ Thầu, sau khi sáp nhập xã có 25 thôn, bản: Đoàn Kết, Chiến Thắng, Hô Sán, Quang Vinh, Tân Minh, Tân Phong, Trung Thành, Tân Thành, 1 Lê Hồng Phong, 2 Lê Hồng Phong, 3 Lê Hồng Phong, 4 Nậm Ai, 5 Nậm Ai, 6 Seo Phìn, 7 Lùng Thàng, 8 Tả Phìn, Hùng An, Khòa Hạ, Khòa Thượng, Khoà Trung, Nùng Cú, Nùng Mới, Vinh Quang, Sơn Thành Hạ, Sơn Thành Thượng.

## Kinh tế
Nông nghiệp
- Hồ Thầu là một xã thuần nông với trên 85% số hộ làm nông nghiệp, điều kiện khí hậu khá thuận lợi cho phát triển một số loại cây như: Cây lúa, ngô, đậu tương và một số cây ăn quả khác như Mận, Lê. Đặc biệt xã có tiềm năng lớn trong việc phát triển cây chè, thảo quả và sa nhân
- Thích hợp chăn nuôi các loại như: trâu, dê, lợn

Lâm nghiệp: Tỷ lệ che phủ rừng trên địa bàn xã khá lớn, khoảng 80%, tập trung nhiều loại gỗ quý hiếm như: ngọc am, giổi,... và nhiều loại lâm sản khác
Thương mại - dịch vụ: Hoạt động thương mại, dịch vụ được duy trì ốn định, cung ứng kịp thời các mặt hàng, hàng thiết yếu phục vụ nhu cầu tiêu dùng của nhân dân.
Chợ phiên: của xã họp vào thứ 5 hàng tuần tại khu trung tâm xã, tạo điều kiện cho nhân dân có nơi trao đổi hàng hóa thuận tiện.
Ngoài các tiềm năng phát triển về nông lâm nghiệp xã còn có tiềm năng lớn trong lĩnh vực phát triển du lịch, đặc biệt là du lịch cộng đồng Homestay tại thôn 5 Nậm Ai, Thôn 1 Lê Hồng Phong, Homestay Mâm Xôi tại thôn Khòa Hạ, HTX Du lịch sinh thái Hồ Thầu, khu nghỉ dưỡng Hồ Thầu Eco Village tại thôn Tân Phong và nhiều điểm du lịch trải nghiệm như Đỉnh núi Chiêu Lầu Thi cao 2.402m, trải nghiệm đua mảng (bè) thôn 7 Lùng Thàng, lễ hội Bàn Vương dân tộc Dao, cúng rừng người Dao áo dài..